# スタニスラフ・オリヤール
スタニスラフ・オリヤール（Staņislavs Olijars、1979年3月22日 ‐ ）は、ラトビアの元陸上競技選手。専門はハードル。110mハードルの自己ベストは13秒08のラトビア記録保持者。2004年アテネオリンピック男子110mハードルのファイナリスト（5位）、2008年バレンシア世界室内選手権男子60mハードルの銅メダリストである。

## 経歴

### 1998年
8月、世界ジュニア選手権の男子110mハードル決勝で13秒51（-0.2）をマークし、2位に0秒59差をつける圧勝で金メダルを獲得した。これは世界ジュニア選手権におけるラトビア勢初の金メダルとなった（全種目を通じて）。

### 2000年
2月、ヨーロッパ室内選手権の男子60mハードル決勝で7秒50の自己ベスト（当時）をマークし、トニー・ジャレット（7秒53）らを破り初のヨーロッパタイトルを獲得した。この時のオリヤールの年齢は20歳341日で、これはこの種目（男子50mハードルも含む）における最年少金メダリスト記録となっている。

### 2002年
8月、ヨーロッパ選手権の男子110mハードルで初のファイナリストになると、決勝ではコリン・ジャクソン（13秒11）に次ぐ13秒22で銀メダルを獲得した。これはヨーロッパ選手権のトラック競技におけるラトビア勢初のメダルとなった。

### 2004年
3月、ブダペスト世界室内選手権の男子60mハードルで3大会連続のファイナリストになり、決勝では7秒49の自己ベストタイをマークしたが、アレン・ジョンソン（7秒36）、劉翔（7秒43）、モーリス・ウィグナル（7秒48）に次ぐ4位に終わり、0秒01差で惜しくもメダルを逃した。
8月、アテネオリンピックの男子110mハードル準決勝を13秒20（-0.1）の全体6位で突破し、この種目ではラトビア勢初のオリンピックファイナリストとなった（女子の80mと100mハードルを含めても初）。決勝では準決勝のタイムに迫る13秒21（+0.3）をマークし、劉翔（12秒91）、テレンス・トランメル（13秒18）、アニエル・ガルシア（13秒20）、モーリス・ウィグナル（13秒21）に次ぐ5位に入った。

### 2006年
3月、モスクワ世界室内選手権の男子60mハードルで4大会連続のファイナリストになったが、決勝では7秒52の4位に終わり、3位とは同タイム着差ありでメダルを逃した。
8月、ヨーロッパ選手権の男子110mハードル決勝で13秒24（-1.0）をマークし、Thomas Blaschek（13秒46）らを破り初優勝を成し遂げた。これはヨーロッパ選手権のトラック競技におけるラトビア勢初の金メダルとなった。

### 2008年
3月、バレンシア世界室内選手権の男子60mハードルで5大会連続のファイナリストになると、決勝では劉翔（7秒46）、アレン・ジョンソン（7秒55）に次ぐ7秒60で3位に入り、同タイムをマークしたEvgeniy Borisovとともに銅メダルを獲得した。これは世界室内選手権のトラック競技におけるラトビア勢初のメダルであり、オリンピックと世界選手権を含めても初のメダルとなった。

## 家族
母のLudmila Olijareは100mハードルのラトビア記録（12秒90）保持者。

## 自己ベスト
記録欄の（　）内の数字は風速（m/s）で、+は追い風、-は向かい風を意味する。
| 種目         | 記録          | 年月日                     | 場所                  | 備考             |
| 屋外         | 屋外          | 屋外                       | 屋外                  | 屋外             |
| ------------ | ------------- | -------------------------- | --------------------- | ---------------- |
| 100m         | 10秒42 (+0.8) | 2002年4月5日               | ゲルミストン          |                  |
| 200m         | 20秒91 (-0.5) | 2003年4月4日               | プレトリア            |                  |
| 400m         | 46秒66        | 2000年5月10日              | リガ                  |                  |
| 110mハードル | 13秒08 (0.0)  | 2003年7月1日               | ローザンヌ            | ラトビア記録     |
| 室内         |               |                            |                       |                  |
| 60m          | 6秒70         | 1998年2月7日               | リガ                  |                  |
| 50mハードル  | 6秒46         | 2003年2月23日              | リエヴァン            | 室内ラトビア記録 |
| 60mハードル  | 7秒49         | 2002年2月13日 2004年3月6日 | オーボンヌ ブダペスト |                  |
| 110mハードル | 13秒71        | 2001年2月12日              | タンペレ              |                  |
| 走幅跳       | 7m94          | 2000年1月5日               | リガ                  |                  |

## 主要大会成績
備考欄の記録は当時のもの
| 年   | 大会                                     | 場所               | 種目   | 結果    | 記録          | 備考                             |
| ---- | ---------------------------------------- | ------------------ | ------ | ------- | ------------- | -------------------------------- |
| 1995 | ヨーロッパユース オリンピックデイズ (en) | バース             | 110mH  | 予選    | 15秒23 (-1.2) |                                  |
| 1995 | ヨーロッパユース オリンピックデイズ (en) | バース             | 走幅跳 | 予選    | 6m58 (+1.4)   |                                  |
| 1996 | 世界ジュニア選手権                       | アヌシー           | 110mH  | 準決勝  | 14秒76 (-1.5) |                                  |
| 1996 | 世界ジュニア選手権                       | アヌシー           | 走幅跳 | 予選    | 7m19 (+1.3)   |                                  |
| 1997 | ヨーロッパジュニア選手権 (en)            | リュブリャナ       | 110mH  | 2位     | 13秒74 (+4.0) |                                  |
| 1997 | 世界選手権                               | アテネ             | 110mH  | 2次予選 | 13秒62 (+1.2) | 自己ベスト                       |
| 1998 | ヨーロッパ室内選手権 (en)                | バレンシア         | 60mH   | 準決勝  | 7秒74         |                                  |
| 1998 | 世界ジュニア選手権                       | アヌシー           | 110mH  | 優勝    | 13秒51 (-0.2) |                                  |
| 1998 | ヨーロッパ選手権 (en)                    | ブダペスト         | 110mH  | 準決勝  | DNF           |                                  |
| 1999 | ヨーロッパU23選手権 (en)                 | ヨーテボリ         | 110mH  | 2位     | 13秒55 (+0.4) |                                  |
| 1999 | 世界選手権                               | セビリア           | 110mH  | 準決勝  | 13秒70 (0.0)  | 1次予選13秒28 (-0.5)：自己ベスト |
| 2000 | ヨーロッパ室内選手権 (en)                | ヘント             | 60mH   | 優勝    | 7秒50         | 自己ベスト                       |
| 2000 | オリンピック                             | シドニー           | 110mH  | 準決勝  | 13秒50 (+0.1) |                                  |
| 2001 | 世界室内選手権                           | リスボン           | 60mH   | 8位     | 12秒77        |                                  |
| 2002 | ヨーロッパ室内選手権 (en)                | ウィーン           | 60mH   | 3位     | 7秒51         |                                  |
| 2002 | ヨーロッパ選手権 (en)                    | ミュンヘン         | 110mH  | 2位     | 13秒22 (+0.4) |                                  |
| 2002 | ワールドカップ (en)                      | マドリード         | 110mH  | 3位     | 13秒58 (-2.2) | ヨーロッパ代表                   |
| 2003 | 世界室内選手権                           | バーミンガム       | 60mH   | 6位     | 7秒62         |                                  |
| 2003 | 世界選手権                               | パリ               | 110mH  | 予選    | DNF           |                                  |
| 2003 | ワールドアスレチック ファイナル (en)     | モナコ             | 110mH  | 3位     | 13秒25 (-1.5) |                                  |
| 2004 | 世界室内選手権                           | ブダペスト         | 60mH   | 4位     | 7秒49         | 自己ベスト                       |
| 2004 | オリンピック                             | アテネ             | 110mH  | 5位     | 13秒21 (+0.3) |                                  |
| 2004 | ワールドアスレチック ファイナル (en)     | モナコ             | 110mH  | 3位     | 13秒40 (-2.0) |                                  |
| 2005 | ヨーロッパ室内選手権 (en)                | マドリード         | 60mH   | 決勝    | DQ            | 不正スタート                     |
| 2005 | 世界選手権                               | ヘルシンキ         | 110mH  | 準決勝  | 13秒53 (-0.4) |                                  |
| 2005 | ワールドアスレチック ファイナル (en)     | モナコ             | 110mH  | 4位     | 13秒17 (-1.4) | 3位と同タイム着差あり            |
| 2006 | 世界室内選手権                           | モスクワ           | 60mH   | 4位     | 7秒52         | 3位と同タイム着差あり            |
| 2006 | ヨーロッパ選手権                         | ヨーテボリ         | 110mH  | 優勝    | 13秒24 (-1.0) |                                  |
| 2006 | ワールドアスレチック ファイナル (en)     | シュトゥットガルト | 110mH  | 7位     | 13秒27 (-0.6) |                                  |
| 2006 | ワールドカップ (en)                      | アテネ             | 100m   | 4位     | 13秒15 (+0.4) | ヨーロッパ代表                   |
| 2007 | ヨーロッパ室内選手権 (en)                | バーミンガム       | 60mH   | 準決勝  | 7秒76         |                                  |
| 2007 | 世界選手権                               | 大阪               | 110mH  | 準決勝  | 13秒78 (-0.3) |                                  |
| 2008 | 世界室内選手権                           | バレンシア         | 60mH   | 3位     | 7秒60         |                                  |
| 2008 | オリンピック                             | 北京               | 110mH  | 1次予選 | DNS           |                                  |
| 2009 | 世界選手権                               | ベルリン           | 110mH  | 準決勝  | 13秒50 (+0.9) |                                  |
| 2010 | ヨーロッパ選手権                         | バルセロナ         | 110mH  | 予選    | DQ            | 不正スタート                     |